# Plaine des Sables
Ne doit pas être confondu avec La Plaine aux Sables.
La plaine des Sables est un plateau des Hauts de l'île de La Réunion, un département d'outre-mer français dans l'océan Indien.
Complètement nue, couverte de scories, elle s'offre soudainement à la vue des conducteurs en contrebas d'un autre plateau qui est encore recouvert d'une végétation rase. Elle est dominée par le piton Chisny, dont la dernière éruption est à l'origine de son aspect lunaire.
S'y aventurer à pied par temps de brouillard de tombé est dangereux, étant donné l'absence de points de repère saillants.
Elle est traversée par la route forestière du Volcan. On doit la traverser pour atteindre l'Enclos Fouqué puis le piton de la Fournaise depuis la plaine des Cafres.

## Formation
Entre effondrement et glissement gravitaire, la formation de la plaine des Sables est encore discutée. On retient l'idée d'une suite d'effondrements et de remplissages, il y a 65 000 à 30 000 ans. Le plateau des Basaltes est, après un premier effondrement, la relique de ces remplissages successifs qui se sont à nouveau effondrés. La coulée d'un petit piton sorti en haut du rempart, il y a 1 000 à 5 000 ans a formé un talus, le pas des Sables.

## Flore
On y trouve des taxons endémiques et relativement rares qui confèrent à cet espace un caractère d'intérêt majeur, notamment :
- Cynoglossum borbonicum (Myosotis de Bourbon) ;
- Erica galioides (Thym marron) ;
- Psiadia callocephala ;
- Pennisetum caffrum Leeke.

## Galerie

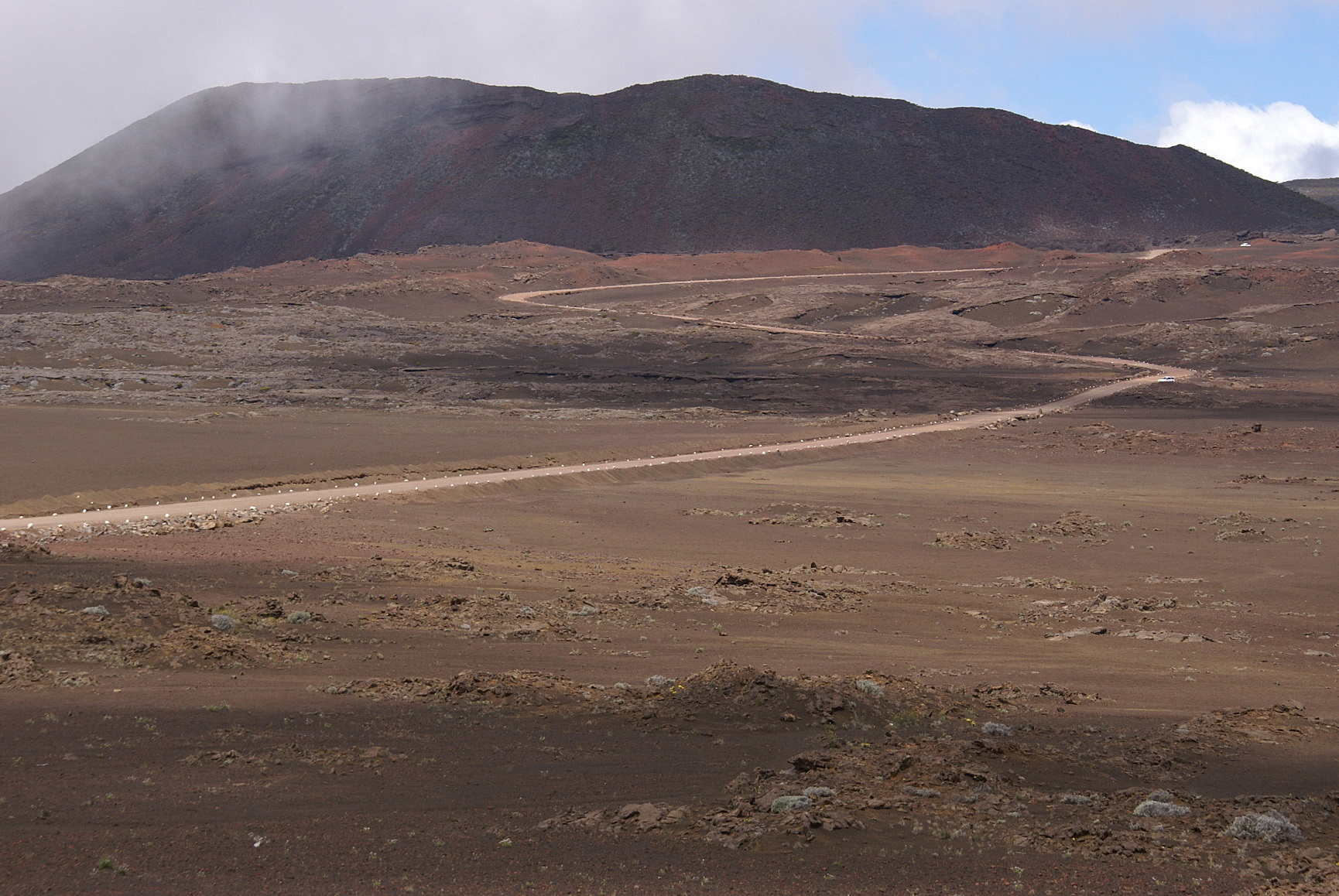
Plaine des Sables.
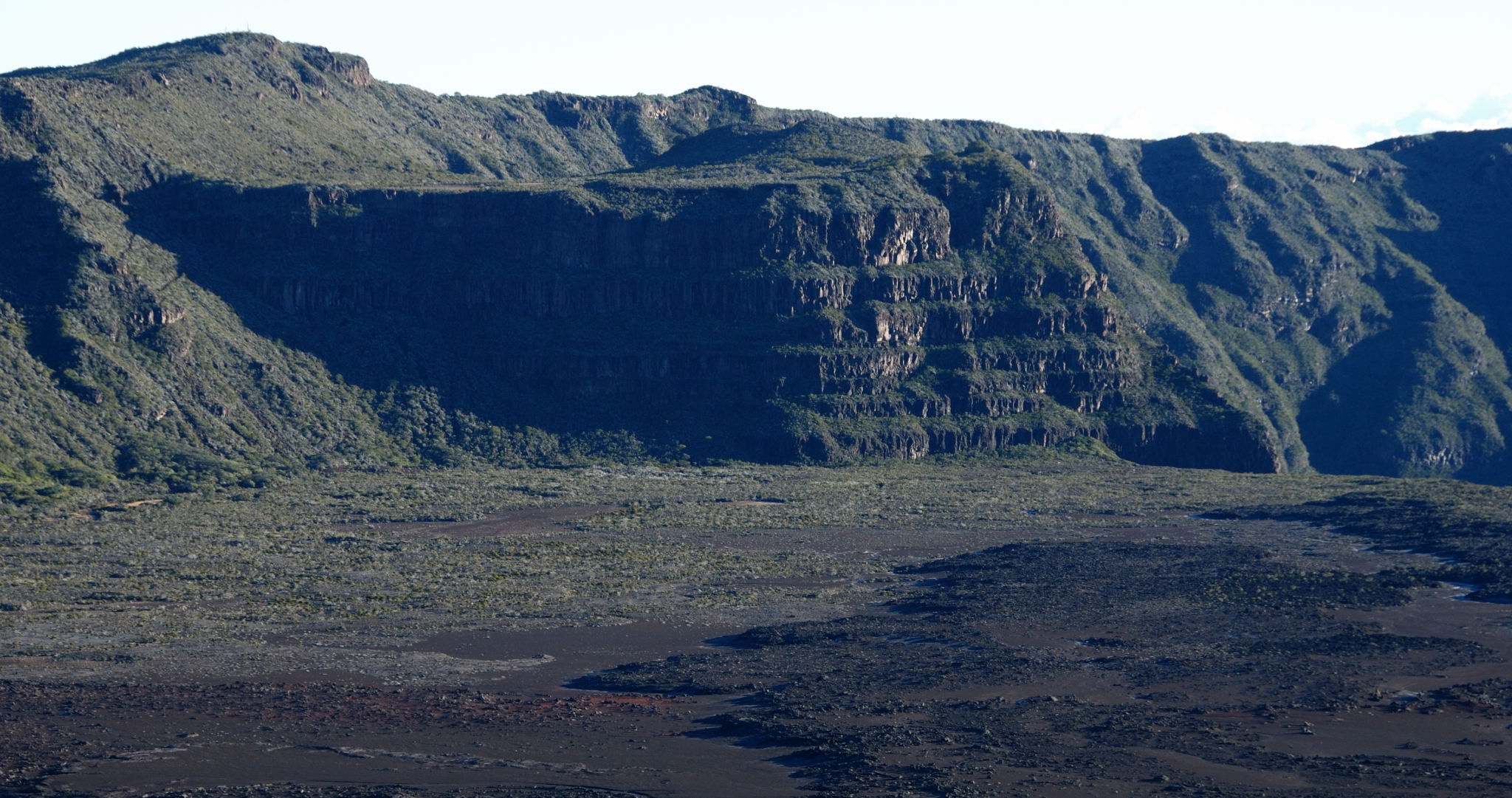
Plateau des Basaltes.
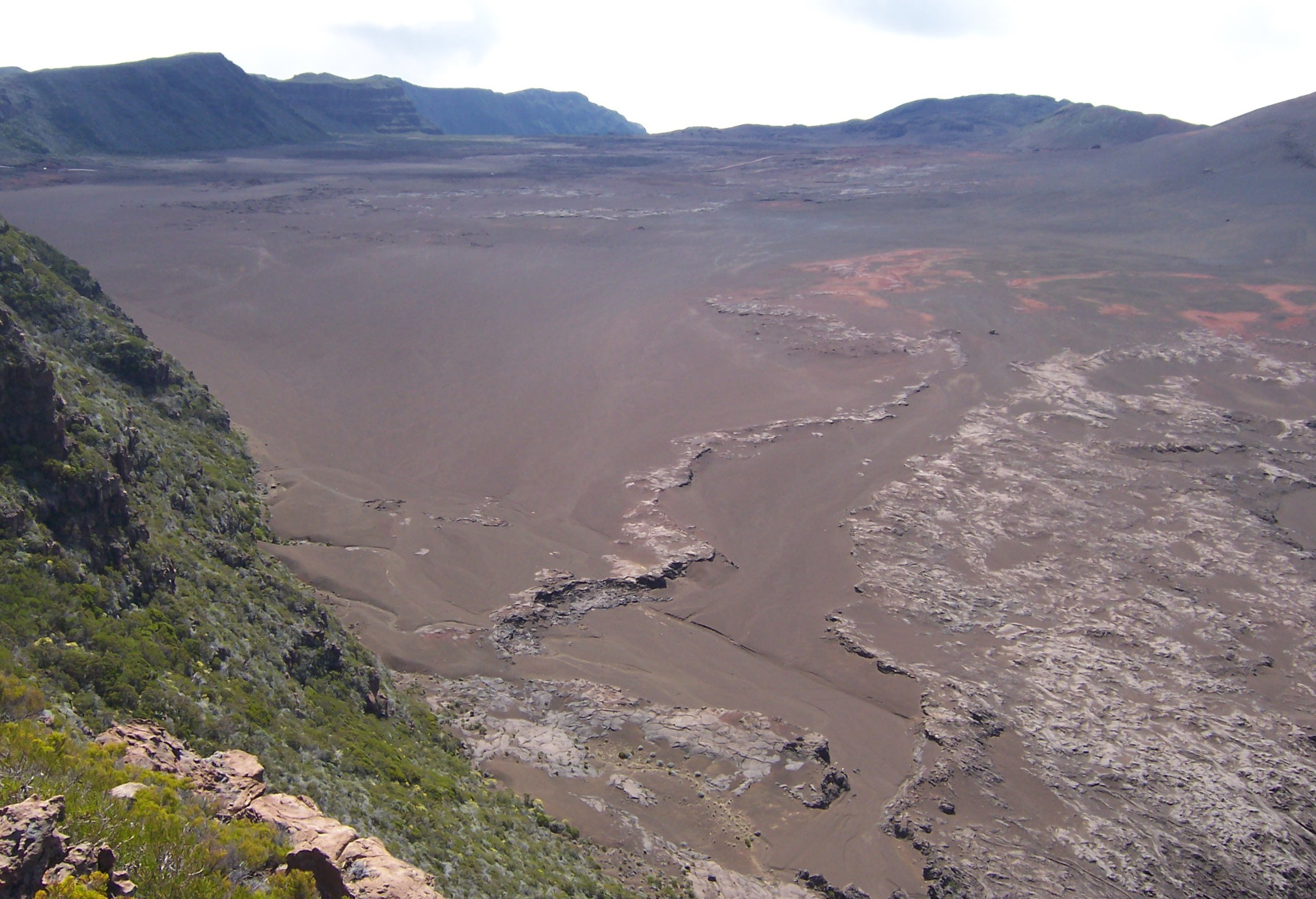
Vues de la plaine des Sables depuis le morne Langevin.
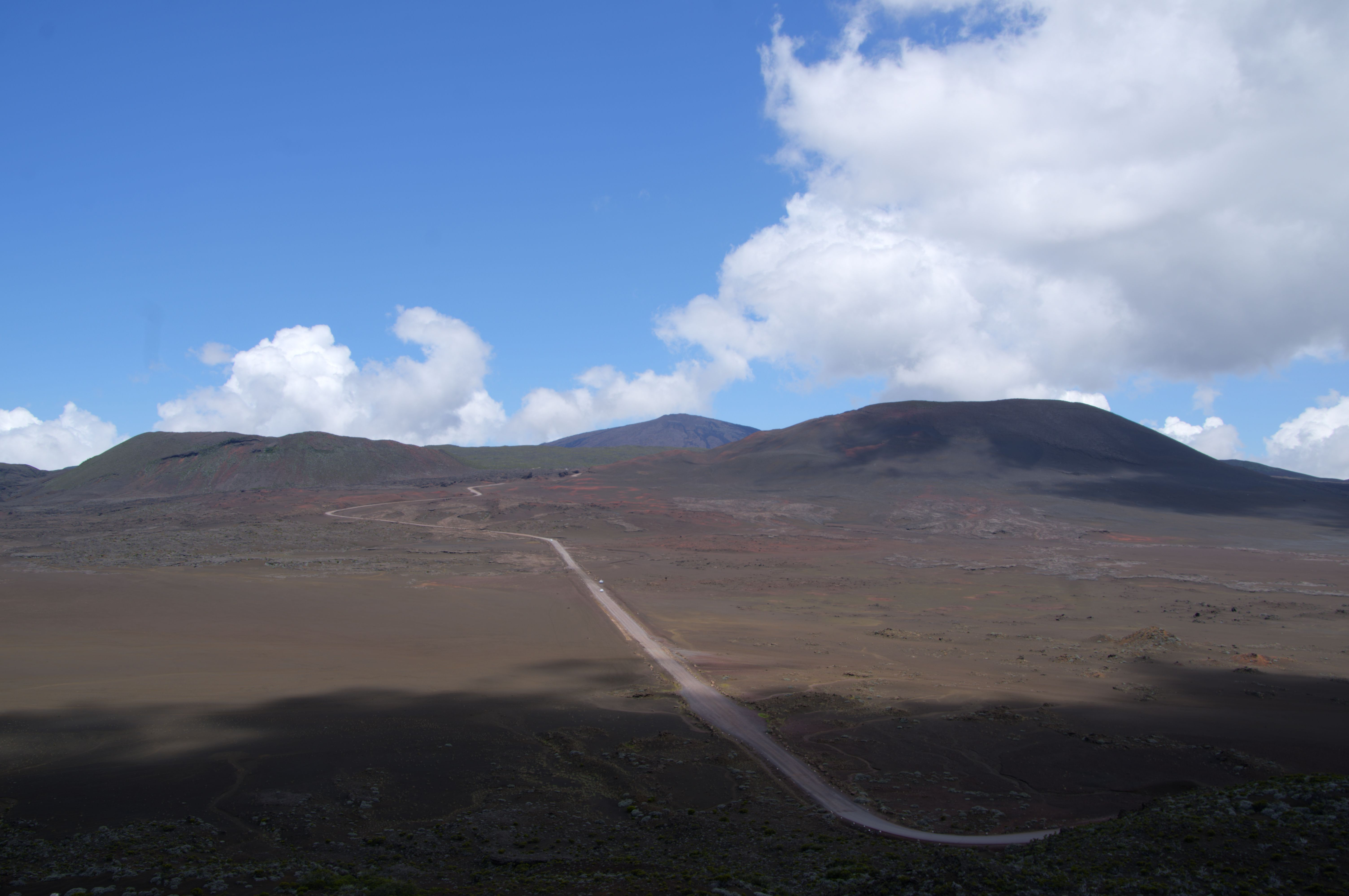
Route forestière 5 traversant la plaine des Sables.